# رودني موراليس
رودني موراليس (بالإنجليزية: Rodney Morales)‏ (28 يناير 1952)؛ روائي أمريكي.